# Суэмацу Кэнтё
Суэмацу Кэнтё (яп. 末松 謙澄; 30 сентября 1855, дер. Маэда, провинция Будзэн, Япония — 5 октября 1920) — японский государственный деятель, министр внутренних дел Японии (1900—1901).

## Биография
Родился в семье деревенского старосты. В возрасте десяти лет он поступил в частную школу, где продолжал обучение на китайском языке. В 1871 году для продолжения образования отправился в столицу, некоторое время учился в Токийской нормальной школы, но не закончил ее. Примерно в это же время он познакомился с Такахаси Корэкиё.
В 1874 году начал работать в газете Tokyo Nichi Nichi Shimbun (предшественнике Майнити симбун), где печатался под псевдонимом Сасанами Хицуичи.
В 1878 году в качестве сотрудника приехал в посольство в Лондоне. В 1884 голу окончил кириллический факультет Кембриджского университета, в 1886 голу вернулся на родину.
В 1890 году был избран в состав Палаты представителей Японии.
С 1887 года — директор Бюро по делам префектур в министерстве внутренних дел, с 1892 года — генеральный директор Бюро по вопросам законодательства Кабинета министров Японии.
В 1898 году был назначен министров связи, а с 1900 по 1901 голы занимал пост министра внутренних дел Японии в кабинете своего тестя Ито Хиробуми.
Участвовал в проекте по созданию порта Моджи в 1889 году, занимался вопросами развития японского театра и основал общество драматической критики.
В 1895 году стал кадзоку, ему был присвоен титул барона (дансяку).
С 1904 по 1905 годы по поручению правительства находился в Европе для противодействия антияпонской пропагандистской кампании «Жёлтая опасность» и защиты интересов в страны в условиях Русско-японской войны.
В 1907 году императором ему был пожалован титул виконта (сисяку).
Являлся членом Императорской академии. Был известен своими переводами японской литературы на английский язык. Его работы включают первый перевод «Повести о Гэндзи» (1882) и нескольких книг по различным аспектам японской культуры.